# Miina Härma
 (décembre 2021).
Si vous disposez d'ouvrages ou d'articles de référence ou si vous connaissez des sites web de qualité traitant du thème abordé ici, merci de compléter l'article en donnant les références utiles à sa vérifiabilité et en les liant à la section « Notes et références ».

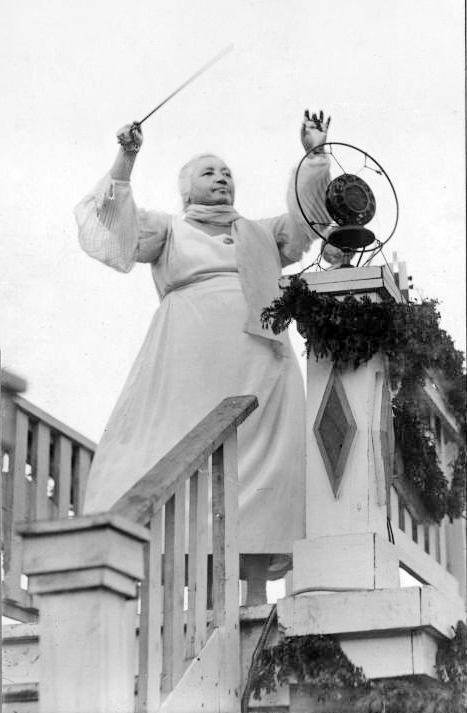
Miina Härma dirigeant à l'occasion du IXe Festival estonien de la Chanson à Tallinn en 1928.

Miina Härma, né le 9 février 1864 à Kõrveküla et morte le 16 novembre 1941 à Tartu, est une compositrice estonienne.
Elle est connue pour avoir contribué à la diffusion de la musique à l'orgue dans les campagnes d'Estonie. 

## Biographie
Miina Härma est la fille d'un professeur local et de sa femme ayant chacun reçu une éducation musicale. Elle grandit en Livonie dans l'Empire russe dans une famille de sept enfants. Miina Härma a d'abord appris l'orgue en autodidacte sur un petit instrument que son père lui avait offert. À l'âge de 15 ans, Härma commence à étudier le piano et la composition auprès de K.A. Hermann.
En 1883, Härma entre au Conservatoire de Saint-Pétersbourg en tant qu'unique étudiante en orgue cette année-là. Elle sort diplômée en 1890 et poursuit sa carrière à Saint-Pétersbourg. En 1894, à l'occasion de la cinquième édition du Festival estonien de la Chanson, Härma forme et dirige son propre chœur. 
En 1903, faisant face à de graves problèmes financiers, Härma déménage à Kronstadt dans le Gouvernement de Saint-Pétersbourg. Elle doit quitter la ville en 1915 lorsqu'elle est évacuée en raison de la Première Guerre mondiale et emménage à Tartu où elle éprouve des difficultés à trouver du travail en tant qu'enseignante de musique en raison de la guerre. En 1917, Härma enseigne dans une école de musique portant aujourd'hui son nom.
Elle meurt  le 16 novembre 1941 à Tartu. Elle est enterrée dans le cimetière Raadi. Le monument funéraire en granite, érigé en 1965, est l'œuvre du sculpteur estonien Alexander Eller.

## Œuvre
En plus de soixante ans de carrière, Miina Härma a composé plus de deux cents œuvres pour chœur, dix cavatinas, un canto et un poème lyrique, Kalev et Linda.